# Otterøya
 Siden Otrøya i Møre og Romsdal
Otterøya er en ø i Namsos kommune i Trøndelag fylke i Norge. Den er 25 km lang og har et areal på 143,04 km² og er fylkets tredje største ø (efter Hitra og Frøya). Innbyggertallet var 809 i 2001.

## Geografi og natur
Otterøya er forbundet med fastlandet via den 435 meter lange Lokkaren Bro der åbnede 2. december 1977.
Tre fjeldområder med højder over 400 meter skiller øens større og mindre bebyggelser, der hovedsageligt ligger langs havet. Namsfjorden, også kaldt Sør-Namsen, går på syd- og vestsiden af øen og helt ud til havstykket Folda. I øst ligger det trange sund Lokkaren mellem Otterøya og fastlandet. Nordøst for Surviksundet, Lauvøyfjorden og Raudsunda ligger naboøerne Elvalandet og Jøa. Fjordstrækningen fra og med Lokkaren og ud til Folda blir også kaldt Nord-Namsen. Øens højeste punkt på 446 m hedder Tømmervikfjellet.
Verdens nordligste hjortestamme holder til på Otterøya. I anden halvdel af 1800-tallet var stammen i så stærk tilbagegang at det i 1878 blev vedtaget en fredning i 5 år. De næste tiår vekslede det mellem perioder med jagt og fredning. I 1902 og 1904 blev der indført hjorte af tysk og ungarsk afstamning for at øge bestanden. I dag er stammen en blanding af importeret og norsk hjort.

## Historie
Øen var en del af Fosnes kommune fra 1838 til 1912. Otterøy var en selvstændig kommune fra 1913 til den blev en del af Namsos i 1964. Den nordligste del af øen, der ofte blev kaldt Ytterodden eller Finnangerodden, tilhørte da Fosnes.